# Господство Йевер
Господството Йевер (на немски: Herrschaft Jever) е територия на Свещената Римска империя в северната част на днешната област Фризия в Долна Саксония. През 1548 г. е включено към Бургундския имперски окръг.

## История
Образува се през 15 век със столица град Йевер. Резиденцията е дворец Йевер.
През 1359 г. Едо Вимкен обединява тримата източнофризийски вождове в Рюстринген, Йостринген и Вангерланд. През следващите 200 години Йевер се управлява от неговите потомци.
От 1517 до 1531 г. територията е под голямото политическо влияние на Източна Фризия. На 12 август 1588 г. господството Йевер се свързва с Графство Олденбург.
Граф Антон Гюнтер завещава господството Йевер на своя племенник, княз Йохан от Анхалт-Цербст.
Френският крал Луи XIV, който има титлата херцог на Бургундия, дава през 1682 г. господството Йевер формално на датския крал Кристиан V, който е член на род Дом Олденбург и наследява Графство Олденбург и през 1675 г. окупира господството Йевер. Служителите на князете от Анхалт-Цербст са изгонени. През 1689 г. в Копенхаген Анхалт-Цербст получава господството Йевер обратно, но трябва да плати 100 000 талери на Дания.
През 1793 г. линията Анхалт-Цербст измира и господството Йевер е дадено през 1797 г. на най-близкия роднина, руската царица Екатерина II (Велика). Тя поставя там за щатхалтер вдовицата на последния княз на Цербст, Фридерика Августа София, която води тази служба до 1806 г. От 1810 до 1813 г. територията е част на Френската империя. През 1813 г. господството е отново на Русия, която през 1818 г. го дава на Велико херцогство Олденбург.

## Господари на Йевер
- Време на Редйевен (до ок. 1380)
- Дом Вимкен 1380– 1575
  - Едо Вимкен Стари (1358 – 1410)
  - Сибет Папинга (1410 – 1433)
  - Хайо Харлда (1433 – 1438)
  - Тано Дюрен (1438 – 1468)
  - Хайо (Йевер) (1468)
  - Едо Вимкен Млади (1468 – 1511)
  - Анна (1511 – 1536)
  - Мария фон Йевер (1511 – 1575)

- Олденбург 1575 – 1667
  - Йохан VII (1575 – 1603)
  - Антон Гюнтер (1603 – 1667)

- Анхалт-Цербст 1667 – 1793
  - Йохан VI (1667)
  - Карл Вилхелм (1667 – 1718)
  - Йохан Август (1718 – 1742)
  - Йохан Лудвиг II (1742 – 1746)
  - Христиан Август (1742 – 1747)
  - Фридрих Август (1747 – 1793)

- Русия 1793 – 1807
  - Екатерина II (1793 – 1796)
  - Павел I (1796 – 1801)
  - Александър I (1801 – 1807)
    - Фридерика Августа София фон Анхалт-Цербст като управителка на руската корона от 1793 – 1807

- Холандия 1807 – 1813
  - Луи Бонапарт (1807 – 1810)

- Франция 1810 – 1813
  - Наполеон Бонапарт (1810 – 1813)

- Русия 1813 – 1818
  - Александър I (1813 – 1818)

- след това към Велико херцогство Олденбург